# Lostwave
Lostwave es un término usado para describir música de una fuente desconocida. Información, incluyendo el título, el artista, el álbum y las fechas son generalmente desconocidos o escasos.

## Ejemplos notables

### Ready 'n' Steady
"Ready 'n' Steady" es una canción hecha por los músicos estadounidenses Dennis Lucchesi y Jim Franks, acreditado como D.A, la cual fue grabada en 1979. Aunque nunca fue lanzada pública o comercialmente, la canción debutó en el gráfico Bubbling Under Hot 100 Singles de Billboard como el número 106, subiendo al número 102 antes de desaparecer del gráfico.A la fecha, la canción es la única canción sin lanzamiento oficial que aparece en un gráfico de Billboard. La existencia de la canción estuvo en duda durante muchos años,pero se confirmó su existencia en 2016. Fue transmitida en KFAI en Mineápolis, Minnesota, Estados Unidos ese mismo año y es el único caso conocido de transmisión por radio.

### Subways of your Mind
"Subways of your Mind" (Anteriormente conocida como "la canción mas misteriosa del internet" ) fue grabada por el usuario Darius S. de un programa de radio que transmitía en la estación de radio pública de la Alemania Occidental Norddeutscher Rundfunk.La canción fue grabada a una cinta de casete, la cual también incluía otras canciones por XTC y The Cure. Para obtener una copia limpia de las canciones, los nombres de los presentadores fueron removidos, la cual es la razón probable de que la fecha exacta de transmisión de la canción y el título sean desconocidos.
La canción fue publicada por primera vez en el internet entre 2004 y 2007, pero inicialmente no ganó mucha atención. En 2019, la búsqueda por los orígenes de la canción empezó a esparcirse después de que el adolescente brasileño Gabriel da Silva Vieira leyó de ella de Nicolás Zúñiga del sello discográfico independiente español Dead Wax Records. El subió el extracto de la canción a YouTube y varias comunidades de Reddit relacionadas con la música, finalmente fundando r/TheMysteriousSong.
El 27 de mayo de 2019, el sitio web de noticias de música australiano Tone Deaf escribió el artículo más antiguo sobre la canción, con el autor Tyler Jenke discutiendo las etapas preliminares de la búsqueda y notando sus similitudes con la búsqueda de 2013 por una canción finalmente identificada como "On the Roof" por el músico sueco Johan Lindell.
También en 2019, se pensó que el DJ Paul Baskerville estaba relacionado con la canción, debido a que se pensó que su programa Musik für junge Leute ("Música para jóvenes") era el show del cual la canción fue grabada.Él sospecha que era una grabación temprana que fue reproducida una vez por un presentador de NDR y luego descartada.

### Ulterior Motives (Everyone Knows That)
En 2021,  el usuario de WatZatSong carl92 subió un fragmento de 17 segundos de una canción que fue grabada entre 1982 y 1999; él encontró la grabación entre archivos en una copia de seguridad de un DVD, y especula que fue un sobrante de cuando él aprendió a grabar audio. Él afirma que el fragmento era 1999 y era de España, donde él afirma vivir.
La búsqueda de la canción tardó inicialmente en ganar tracción, pero con el tiempo ganó seguimiento dedicado y se esparció por Reddit y TikTok. Un subreddit dedicado a encontrar la canción fue creado, con dos de sus miembros siendo entrevistados por la cadena de televisión comercial francesa TF1 el 7 de enero de 2024.Posibles fuentes teorizadas de la canción incluían una transmisión de MTV de los '90, una pieza de una música de producción, o un jingle de un comercial.
El 28 de abril de 2024 en este mismo subreddit el usuario south_pole_ball publicó el descubrimiento del origen de la canción, siendo Ulterior Motives por Christopher David Booth. Al parecer se trataba de parte de la banda sonora de la película pornográfica Angels of Passion de 1986. 

### On the Roof
"On the Roof" es una canción del músico sueco Johan Lindell la cual, bajo el nombre Stay (The Second Time Around), se volvió desconocida hasta 2013, cuando fue identificada que era de Lindell. Él ha abandonado la música para seguir una carrera en pintura, y no estaba al tanto de la búsqueda.

### D>E>A>T>H>M>E>T>A>L
En 2016, un usuario de 4chan solicitó ayuda para identificar un demo EP el cual el encontró en una tienda de Oxfam en Reino Unido. A pesar de que el nombre de la banda, el nombre del álbum y la portada eran visibles, los miembros de la banda, Owain, Andy, Shaun y John, eran identificados solo por sus primeros nombres y no había información de ellos en línea. En 2020, fueron identificados usando metadatos de la calcomanía del precio para geolocalizar la tienda benéfica a Sherwood, Nottingham y contactando usuarios de Facebook en el área de Sherwood que compartieran sus primeros nombres con los integrantes de la banda.La banda se ha reunificado desde entonces e ido en múltiples tours internacionales, además de hacer un álbum debut.

### "How Long (Will It Take)"
"How Long (Will It Take)" es una canción de la músico canadiense Paula Toledo que tenía licencia para su uso en la película Secret Lives y la serie 15 Love.

### In The Distance & Telephone
Yasuko Endo (遠藤康子) fue una modelo y actriz japonesa que debutó como cantante bajo contrato con el sello discográfico Pony Canyon. Su primer sencillo "In the Distance" (lado B: Telephone) estaba programado para ser lanzado en mayo de 1986. Sin embargo, el 29 de marzo de 1986, Yasuko Endo se suicidó saltando del techo de su edificio de apartamentos en Tokio. Pony Canyon canceló los planes para el lanzamiento del sencillo y presumiblemente, destruyó todas las copias que tenía en su poder.
El productor y compositor de la canción, Tetsuo Sakurai, lanzó una versión de la canción en su álbum de 1986 " DEWDROPS ". Esto significa que, si bien la letra de "IN THE DISTANCE" está en línea, la letra de "Telephone" aún está perdida.
Se pensó que todas las copias del disco habían sido recuperadas por el sello discográfico y destruidas, ya que eso es lo que se ha informado durante los últimos 30 años, pero al menos un disco de muestra promocional ha sobrevivido.
Se vendió por 11.500 yenes en Yahoo! Subastas el 2 de agosto de 2022 por un vendedor privado. Se pensaba que el disco era un material perdido hasta que se puso en venta, aun así el material sigue sin ser lanzado.